# Monarch (staatshoofd)

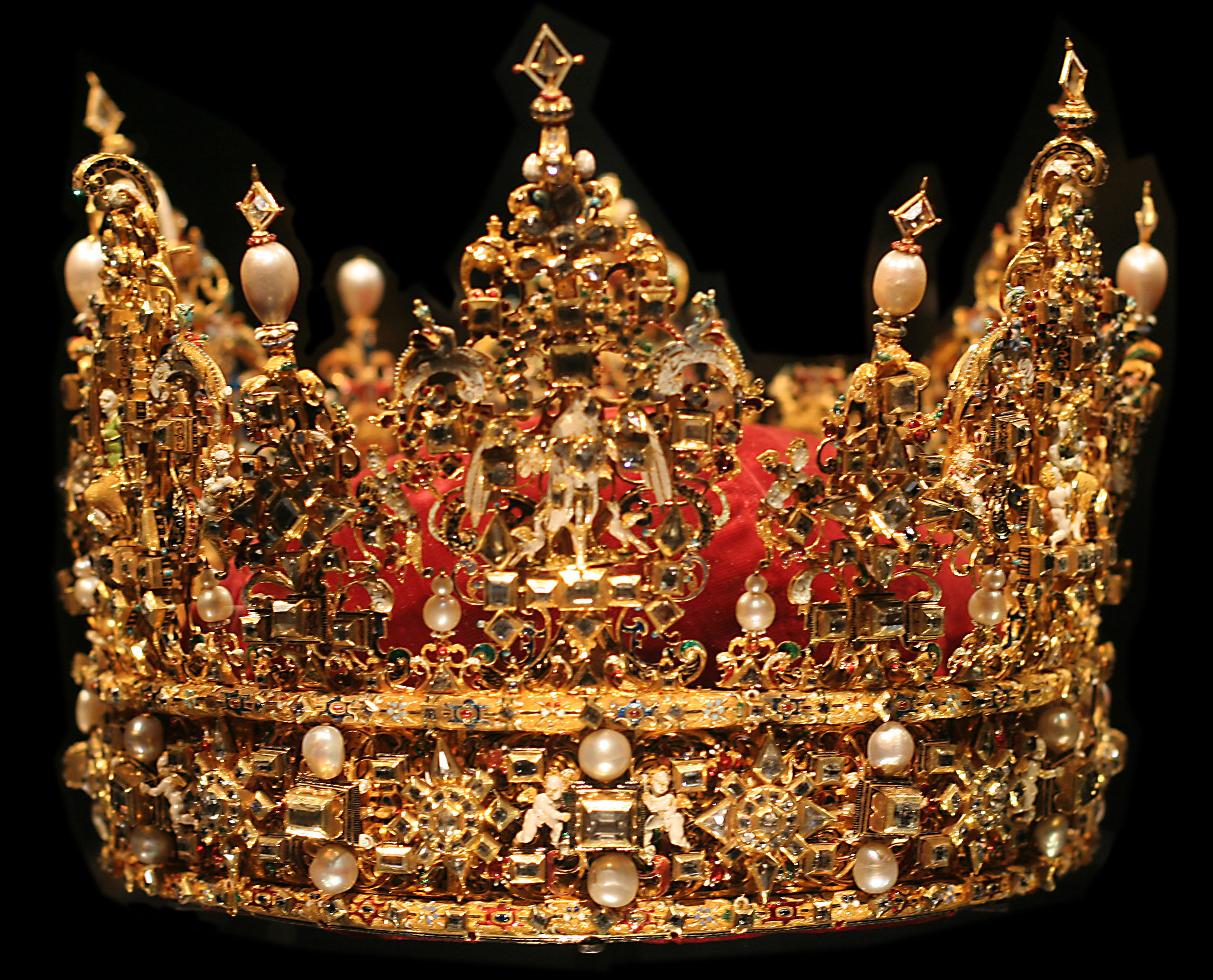
De kroon van Denemarken, het ambtsteken van een monarch

Een monarch of vorst is het hoofd van een staat of deelstaat, aan wie de soevereiniteit over het gebied waarover hij of zij regeert in theorie of praktijk alleen toebehoort, of in enkele gevallen door het soevereine volk is opgedragen. De wijze waarop een monarch deze soevereiniteit uitoefent kan zeer verschillend zijn. In de geschiedenis bestaan voorbeelden van monarchen met absolute macht en van monarchen waarvan de bevoegdheden worden geregeld in een constitutie. Het woord is afgeleid van de samenstelling van de Griekse woorden monos (één) en arkhein (heersen). Het synoniem van 'monarch' is daarom 'alleenheerser'. In werkelijkheid is de macht van de meeste tegenwoordige monarchen beperkt of zelfs bijna verdwenen. De meeste monarchen worden aangewezen door erfopvolging maar er zijn uitzonderingen. In het verleden bijvoorbeeld de koning van Duitsland, de koning van Polen en de koning van Denemarken. Moderne voorbeelden van gekozen monarchen zijn de paus, de co-vorsten van Andorra en de koning van Maleisië.
De staat waar een monarch hoofd van is, heet een monarchie.

## Titels van monarchen naar regio

### Afrika
- Bei - Tunesië
- Farao - Oude Egypte (zie ook de lijst van farao's)
- Negus - Ethiopië
- Kabaka - Boeganda

### Amerika
- Cacique - Indiaans opperhoofd

### Azië
- Chögyal - Sikkim (India)
- Huang Di - keizerlijk China
- Maharadja - India
- Nizam - Hyderabad (India)
- Tenno of mikado - Japan
- Wang - voor-keizerlijk China
- Sultan - sultanaat
- Radja / Rani - radjanaat

### Europa
- Paus - Heilige Stoel (Vaticaanstad, voorheen Kerkelijke Staat) (zie ook de lijst van pausen)
- Rí (soms ook ríoch) - koningen van Ierland; de hoge koning werd Árd Rí genoemd
- Tsaar / tsarina - Rusland, Bulgarije
- Keizer(in) - keizerrijk
- Koning(in) - koninkrijk
- Groothertog(in) - groothertogdom
- Vorst(in) (soms: prins) - vorstendom (prinsdom)

### Midden-Oosten en Centraal-Azië
- Emir - Arabisch-islamitische heilige titel
- Kan of Khan - Turkse of Mongoolse leider
- Sjah of padishah - Perzië/Iran, Afghanistan (zie ook de lijst van koningen van Perzië)
- Sjeik - Arabische leider
- Sultan - Arabische koning

## Landen geregeerd door een monarch
De volgende landen worden geregeerd door een monarch (al dan niet gecontroleerd door een parlementaire democratie):
- Andorra (2 co-vorsten)
- Bahrein (koning)
- België (koning)
- Bhutan (koning)
- Brunei (sultan)
- Cambodja (koning)
- Denemarken (koning)
- Vaticaanstad (paus)
- Japan (keizer)
- Jordanië (koning)
- De Kanaaleilanden Guernsey en Jersey (koning, Brits kroonbezit)
- Koeweit (emir)
- Lesotho (koning)
- Liechtenstein (vorst)
- Luxemburg (groothertog)
- Maleisië (gekozen monarch)
- Man (koning, Brits kroonbezit)
- Marokko (koning)
- Monaco (vorst)
- Nederland (koning)
- Noorwegen (koning)
- Oman (sultan)
- Qatar (emir)
- Saoedi-Arabië (koning)
- Spanje (koning)
- Swaziland (koning)
- Thailand (koning)
- Tonga (koning)
- Vaticaanstad (paus)
- Verenigd Koninkrijk en 14 van de overige Gemenebestlanden (koning)
  - Antigua en Barbuda
  - Australië
  - Bahama's
  - Belize
  - Canada
  - Grenada
  - Jamaica
  - Nieuw-Zeeland
  - Papoea-Nieuw-Guinea
  - Saint Kitts en Nevis
  - Saint Lucia
  - Saint Vincent en de Grenadines
  - Salomonseilanden
  - Tuvalu
- Wallis en Futuna (gekozen koningen)
- Zweden (koning)

## Huidige monarchen
Overzicht van monarchen die momenteel aan de macht zijn.
- Koning Abdoellah II van Jordanië sinds 7 februari 1999
- Koning Abdullah van Pahang van Maleisië sinds 31 januari 2019
- Prins Albert II van Monaco sinds 12 juli 2005
- Koning Charles III van het Verenigd Koninkrijk sinds 8 september 2022
- Koning Felipe VI van Spanje sinds 19 juni 2014
- Koning Filip van België van België sinds 21 juli 2013
- Prins Emmanuel Macron van Andorra sinds 14 mei 2017
- Paus Leo XIV van Vaticaanstad sinds 8 mei 2025
- Koning Hamad van Bahrein sinds 14 februari 2002
- Vorst Hans Adam II van Liechtenstein sinds 14 november 1989
- Koning Harald V van Noorwegen sinds 17 januari 1991
- Sultan Hassanal Bolkiah van Brunei sinds 5 oktober 1967
- Groothertog Hendrik van Luxemburg sinds 7 oktober 2000
- Koning Jigme Khesar Namgyel Wangchuk van Bhutan sinds 2008
- Koning Karel XVI Gustaaf van Zweden sinds 19 september 1973
- Sjeik Khalifa van de Verenigde Arabische Emiraten sinds 3 november 2004
- Koning Frederik X van Denemarken sinds 14 januari 2024
- Koning Mohammed VI van Marokko sinds 23 juli 1999
- Koning Mswati III van Swaziland sinds 25 april 1986
- Keizer Naruhito van Japan sinds 1 mei 2019
- Koning Norodom Sihamoni van Cambodja sinds 14 oktober 2004
- Sultan Haitham van Oman sinds 11 januari 2020
- Koning Rama X van Thailand sinds 1 december 2016
- Emir Nawaf van Koeweit sinds 29 september 2020
- Koning Salman van Saoedi-Arabië sinds 22 januari 2015
- Sjeik Tamim van Qatar sinds 25 juni 2013
- Koning Tupou VI van Tonga sinds 18 maart 2012
- Bisschop Joan Enric Vives i Sicília van Andorra sinds 12 mei 2003
- Koning Willem-Alexander van het Koninkrijk der Nederlanden sinds 30 april 2013

baljuw · baron · dictator · doge · emir · farao · graaf · groothertog · grootvizier · grootvorst · heer · hertog · jonker · kalief · kan · keizer · koning · landgraaf · landsheer · landvoogd · maharadja · markies · monarch · paltsgraaf · paus · president · prins-bisschop · regent · sjah · sjeik · staatshoofd · sultan · tenno · tsaar · vizier · vorst · vorst-aartsbisschop